# 隱岐機場
隱岐機場（日语：／ Oki kūkō */?）是一個位於島根縣隱岐郡隱岐之島町的機場。根據日本空港整備法被分成第三種機場。

## 概要
隱岐機場位於從隱岐之島町的中心南方約3公里。1965年啟用。自1999年在南側地開始新機場的建設，2006年完成。
跑道方向是08/26，長2000公尺。沒有並行滑行道，在跑道兩端備置轉彎墊。著陸帶的幅度是150公尺，不對應儀錶着陸系統。
航站樓是在跑道的東南方，是國內線專用。沒有設置空橋。鄰接航站樓的圍裙，有1個小型噴氣式飛機用的機坪，有3個螺旋槳飛機用的機坪。

## 歷史
- 1965年8月：開設作為場外起飛和降落場（跑道1,200公尺×30公尺）。開辦不定期的航班往米子機場
- 1966年7月：開辦不定期的航班往出雲機場。
- 1968年7月：被日本空港整備法分成第三種機場。由不定期的航班往米子機場和出雲機場變為定期。
- 1975年4月：開辦定期的航班往大阪國際機場。
- 1978年11月：因為有跑道延長工程而停用。
- 1979年4月：跑道延長工程完成（跑道1,500公尺×45公尺）。
- 1998年4月：取消定期的航班往米子機場
- 1999年7月：在舊機場的鄰地建設新機場工程開始。
- 2006年7月：新機場工程完成（跑道2,000公尺×45公尺）。舊機場停用。

## 航空保安無線施設
| 局名 | 識別信號 | 頻率       | 頻率     | 開設日              |
| 局名 | 識別信號 | VOR        | DME      | 開設日              |
| 隠岐 | OIE      | 109.25 MHz | 1116 MHz |                     |
| 西郷 | CGE      | 108.65 MHz | 1110 MHz | 平14.5.16-平15.5.14 |

## 航空公司與航點
| 航空公司           | 目的地          |
| ------------------ | --------------- |
| 日本空中通勤（JC） | 大阪/伊丹、出雲 |

## 如何前往
- Oki Ichibata Kotsu Co.,Ltd.
  - 由隠岐一畑交通前經端口廣場前（西鄉港）往隱岐機場

## 外部連結
- 隠岐機場利用促進協議會 （页面存档备份，存于）（日語）
- JAL機場訊息-隠岐機場 （页面存档备份，存于）（日語）